# Royal League
Royal League var en skandinavisk fodboldturnering. De fire bedst placerede hold i de danske, norske og svenske turneringer deltog i Royal League.
Turneringen blev spillet første gang fra sæsonen 2004/2005 med første runde afviklet den 11. november 2004. Finalen blev spillet 26. maj 2005. Fra Danmark deltog FC København, Brøndby IF, Esbjerg fB og OB. De 3 danske hold, udover de senere vindere fra FC København, blev alle slået ud i indledende runde. Sæsonen 2007/08 blev aldrig til noget da ingen TV -kanaler ønskede at købe TV-rettighederne.
I Royal League 2005/2006 deltog de danske hold Brøndby IF, FC København, FC Midtjylland og AaB.

## Regler
- Fra 2005/06: De tolv deltagende hold inddeles i tre grupper med fire hold i hver. Hvert hold skal møde de andre hold både hjemme og ude. Når den indledende runde er forbi går 1. og 2. og de to bedste 3'ere videre til kvartfinalerne. De fire vindere går videre til semifinalerne, og de to vindere derfra mødes i finalen.
- 2004/05: De tolv deltagende hold inddeles i tre grupper. I disse grupper med fire hold skal hvert hold møde de andre hold både hjemme og ude. Når den indledende runde er forbi går 1. og 2. videre til mellemspillet. Her inddeles de tilbageværende 6 hold i to grupper med tre i hver og mødes indbyrdes ude og hjemme. De to hold med flest point i hver gruppe mødes i finalen.

Navnet Royal League blev ændret til Royal Cup.Man har også besluttet at der er 15 hold i cuppen, som UEFA Cuppens gruppespil, så det er Danmarks, Norges,Sveriges 5 bedst placerede i deres liga, der deltager i Royal Cup.

## Finaler gennem tiderne
| År      | Vindende hold | Tabende hold  | Stadion                  | Resultat              |
| ------- | ------------- | ------------- | ------------------------ | --------------------- |
| 2004/05 | FC København  | IFK Göteborg  | Ullevi, Göteborg         | 1 – 1 (12 – 11, str.) |
| 2005/06 | FC København  | Lillestrøm SK | Parken, København        | 1 – 0                 |
| 2006/07 | Brøndby IF    | FC København  | Brøndby Stadion, Brøndby | 1 – 0                 |